# Furacão Pali
O furacão Pali foi o furacão do Pacífico de formação mais antiga registrado e o primeiro furacão do Pacífico a ocorrer em janeiro desde o furacão Ekeka em 1992. O primeiro ciclone tropical da temporada de furacões no Pacífico de 2016, Pali originou-se como uma área de baixa pressão dentro de um vale persistente, perto do equador em 6 de janeiro de 2016. A convecção profunda gradualmente se formou em torno do centro da perturbação à medida que o sistema se curvava para o norte, antes de se organizar em uma depressão tropical no dia seguinte, tornando o sistema o primeiro ciclone tropical registrado na bacia de furacões do Pacífico. O sistema rapidamente alcançou o status de tempestade tropical e foi nomeado Pali. Nos dias seguintes, Pali moveu-se lentamente para o norte, enquanto curvava-se lentamente para o oeste, e a tempestade se fortaleceu um pouco antes de enfraquecer, devido à presença de cisalhamento do vento. Em 10 de janeiro, Pali virou lentamente para o leste e começou a se fortalecer novamente, à medida que o cisalhamento do vento diminuía.
Em 12 de janeiro, Pali se fortaleceu ainda mais em uma categoria 1 furacão na escala Saffir-Simpson (SSWHS), enquanto se curva para o su l. Em 13 de janeiro, Pali atingiu seu pico de intensidade como categoria 2 furacão, com ventos máximos sustentados de 1 minuto de 100 mph (155 km/h) e uma pressão central mínima de 978 mbar ( hPa ; 28,88 inHg ). Depois disso, Pali rapidamente começou a enfraquecer, quando a tempestade encontrou cisalhamento de vento mais forte, com a tempestade caindo para a categoria 1 de intensidade várias horas depois, antes de enfraquecer para uma tempestade tropical mais tarde naquele dia. Em 14 de janeiro, Pali enfraqueceu em uma depressão tropical, antes de degenerar em uma baixa remanescente em 15 de janeiro, à medida que as condições se tornavam cada vez mais hostis. Mais tarde naquele dia, os restos de Pali se dissiparam, perto do mesmo local onde a tempestade se formou há cerca de uma semana. Pali formou-se e rastreou-se perto do equador, formando-se a uma latitude de 3,3°N e seguindo tão baixo quanto 2,3°N como uma depressão tropical. Isso fez de Pali o segundo ciclone tropical de menor latitude registrado no Hemisfério Ocidental, o que foi extremamente incomum, dadas as condições desfavoráveis que geralmente ocorrem ao redor do equador.
Pali teve fortes impactos em Kiribati, encalhando um cargueiro e matando quatro pessoas, além de causar grandes inundações costeiras, embora a quantidade de danos causados pela tempestade não tenha sido especificada no relatório da nação insular à Organização Meteorológica Mundial (OMM).

## Antecedentes e registros

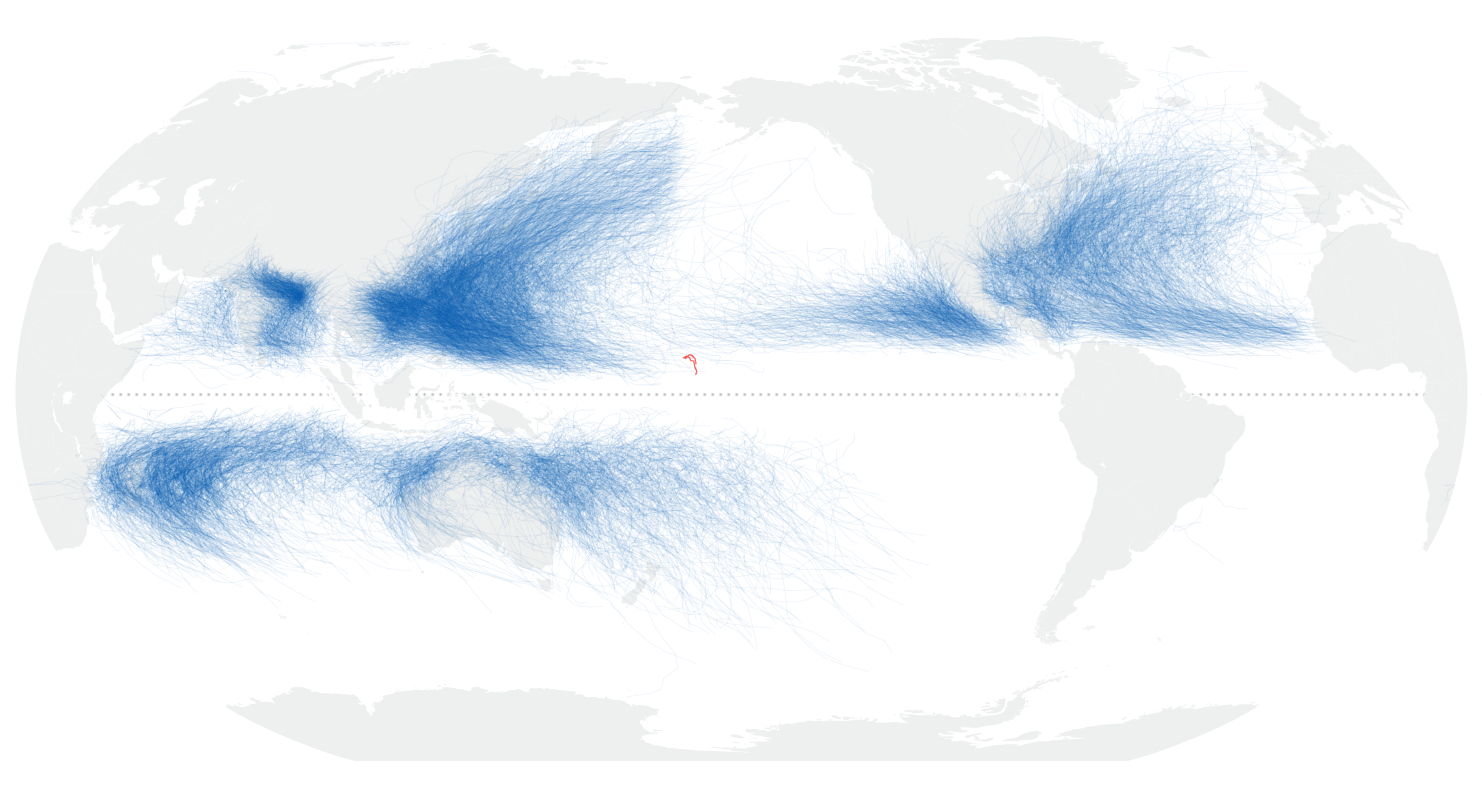
A trilha do furacão Pali (em vermelho), comparada com as dos outros ciclones tropicais no banco de dados da NOAA, datando de 1842 a 2015

Conforme definido atualmente, a temporada de furacões no Pacífico vai de 15 de maio a 30 de novembro, o período em que os ciclones tropicais têm maior probabilidade de se desenvolver em toda a bacia. Ocasionalmente, os sistemas se desenvolvem fora dessas estações, com mais frequência em maio ou dezembro, embora algumas tempestades fora da estação também se desenvolvam em janeiro. A atividade em janeiro é extremamente rara; apenas dois sistemas além de Pali foram registrados desde 1949: a tempestade tropical Winona em 1989 e o furacão Ekeka em 1992, que se tornou um grande furacão de categoria 3. Pali foi o primeiro ciclone tropical registrado na bacia do Pacífico Central, formando-se em 7 de janeiro, superando a tempestade tropical Winona por seis dias. Pali também foi o primeiro furacão registrado no Pacífico Central, atingindo a intensidade do furacão em 12 de janeiro, batendo o detentor do recorde anterior, o furacão Ekeka, por 19 dias.
Pali também se formou e rastreou mais perto do equador do que qualquer outra tempestade registrada na bacia de furacões do Pacífico. Pali tornou-se uma depressão tropical perto de 3,3°N. Durante seus últimos dias como um ciclone tropical, Pali atingiu uma latitude mínima de 2,3° N como uma depressão tropical, tornando-se o segundo ciclone tropical de menor latitude registrado no Hemisfério Ocidental, logo atrás da depressão tropical Nine-C, que atingiu uma latitude mínima de 2,2°N apenas duas semanas antes; nenhum outro ciclone tropical nos registros da Administração Nacional Oceânica e Atmosférica (NOAA) no Pacífico Central jamais se aventurou tão perto do equador, datando de 1842. Os ciclones tropicais geralmente não se desenvolvem tão perto do equador, devido à força da força de Coriolis nessas latitudes, que é muito fraca para induzir o giro necessário para formar os ciclones tropicais. Antes da dissipação da tempestade, quando Pali voltou para o sul, alguns meteorologistas especularam que Pali poderia cruzar o equador para o Hemisfério Sul, dadas as correntes de direção no local, o que teria sido uma ocorrência extremamente rara se a tempestade o tivesse feito.
Sem relação com Pali, a formação do furacão Alex sobre o Atlântico Norte em meados de janeiro coincidiu com o desenvolvimento de Pali sobre o Pacífico Central. Isso marcou a primeira ocorrência simultânea de ciclones tropicais em janeiro entre essas duas bacias.

## História meteorológica
No final de dezembro de 2015, uma rajada de vento oeste de longa duração e poderosa - uma característica comumente associada a fortes eventos do El Niño - desencadeou a formação da depressão tropical Nine-C no centro do Pacífico Norte, juntamente com seu gêmeo, o ciclone tropical Ula, em o Pacífico Sul central. A depressão tropical Nine-C se dissipou rapidamente no início de 2016, deixando para trás uma grande área de umidade no Pacífico equatoria l. A rajada persistente e poderosa do vento oeste estimulou a ciclogênese dentro de uma superfície persistente, de baixa latitude, orientada de oeste para leste, que se estendia entre 1,0 ° N e 3,0 ° N de latitude até o leste de 155,0 ° W de longitude, resultando na formação de uma fraca área de baixa pressão em 6 de janeiro, na latitude extremamente baixa de 1,9°N. A perturbação se desenvolveu em uma área de forte cisalhamento do vento, o que impediu que o sistema se organizasse rapidamente. A baixa e a depressão moveram-se para o norte, pois a cordilheira subtropical que abrange a região foi significativamente enfraquecida por uma tempestade extratropical passageira no Pacífico Norte. A convecção profunda então se desenvolveu perto da baixa e também ao longo de uma ampla porção da depressão; no entanto, as tempestades não conseguiram se concentrar no centro do distúrbio. Alimentado por temperaturas anormalmente altas da superfície do mar, estimadas em 29.5 °C (85.1 °F), a convecção profunda aumentou e gradualmente se organizou em torno da baixa, e o sistema gradualmente se fundiu em uma depressão tropical às 06:00 UTC de 7 de janeiro, a uma latitude de 3,3°N. Isso marcou a formação mais antiga de um ciclone tropical registrado no Pacífico Central, superando a tempestade tropical Winona de 1989 em seis dias. Uma crista no alto centrada diretamente acima do sistema aumentou seu fluxo anticiclônico em direção aos pólos, permitindo o desenvolvimento de convecção profunda em torno de seu centro e, logo depois, o sistema se fortaleceu em uma tempestade tropical, que recebeu o nome de Pali, tornando-se o primeiro ciclone tropical registrado no nordeste do Pacífico.
Pali continuou se intensificando durante a primeira quinzena de janeiro 8 e quase alcançou a força de furacão categoria 1, com ventos sustentados máximos de 1 minuto atingindo 110 km/h (70 mph), mas o cisalhamento do vento vertical de leste causado pelo cume no alto aumentou e interrompeu seu centro, fazendo com que a tempestade começasse a enfraquecer e se curvasse para noroeste. O enfraquecimento constante continuou até 9 de janeiro, quando a convecção profunda de Pali foi deslocada para o oeste de seu centro de circulação de baixo nível e pulsou intermitentemente, levando posteriormente a uma diminuição acentuada na intensidade da tempestade. No final daquele dia, Pali mal manteve a força da tempestade tropical, com os ventos sustentados de 1 minuto da tempestade registrando 64 km/h (40 mph). A falta de convecção profunda persistente resultou em Pali sendo um sistema mais fraco, mas isso permitiu que a tempestade fosse mais resistente ao cisalhamento do vento de leste, fazendo com que seu movimento para frente diminuísse significativamente. A crista de alta pressão enfraqueceu e recuou para o sul em 10 de janeiro, o que fez com que o cisalhamento vertical do vento diminuísse gradualmente. Posteriormente, Pali começou a se intensificar novamente, com convecção profunda persistente se desenvolvendo perto de seu centro e dentro do quadrante oeste da tempestade. Essa mudança nas correntes de direção também fez com que Pali virasse lentamente para o leste. Pali parou quase completamente durante este tempo, devido à ausência de correntes de direção significativas. Em 11 de janeiro, a crista de alta pressão moveu-se diretamente sobre Pali, levando ao restabelecimento do escoamento em direção aos pólos acima da tempestade e ao eventual desenvolvimento do fluxo de sudoeste em altitude, permitindo que a convecção da tempestade aumentasse lentamente em cobertura e organização em todos os quadrantes, e também estabelecendo um movimento para nordeste. Às 00:00 UTC de 12 de janeiro, leve cisalhamento vertical do vento e altas temperaturas da superfície do mar permitiram que Pali se fortalecesse em uma categoria 1 furacão, tornando-se o primeiro furacão registrado na bacia do nordeste do Pacífico, batendo o recorde anterior estabelecido pelo furacão Ekeka em 1992, por 19 dias. Na mesma época, a tempestade começou a se curvar em direção ao sudeste, enquanto uma crista profunda se desenvolvia ao norte. A tempestade também exibiu um olho bem definido às 18:00 UTC daquele dia. Pali continuou se fortalecendo enquanto viajava para o sul e no início de 13 de janeiro, Pali atingiu seu pico de intensidade como categoria 2 furacão, com ventos máximos sustentados de 1 minuto de 160 km/h (100 mph) e uma pressão central mínima de 978 mbar (28.9 inHg).
Durante os dias seguintes, Pali enfraqueceu rapidamente enquanto voltava para o sul-sudoeste, devido ao aumento constante do cisalhamento do vento vertical do sul e à perda da força de Coriolis. A tendência de enfraquecimento da tempestade começou em 13 de janeiro e acelerou no dia seguinte, quando Pali voltou para a área de onde havia se formado. O olho da tempestade tornou-se indistinguível às 06:00 UTC de 13 de janeiro, enquanto o sistema continuava a enfraquecer. O cisalhamento vertical do vento excedeu 40 km/h (25 mph) no início de 14 de janeiro. Uma deterioração adicional na organização da convecção profunda da tempestade fez com que Pali fosse rebaixado para uma baixa remanescente no final de 14 de janeiro, com o sistema mal sendo distinguível dentro do vale da superfície onde passou toda a sua vida, e o centro da tempestade se dissipou às 00:00 UTC de 15 de janeiro. No entanto, os restos de Pali continuaram a persistir por um tempo, antes de se dissiparem mais tarde naquele dia. Pali completou uma pista larga e circular, dissipando aproximadamente 50 nmi (58 mi; 93 km) de onde se desenvolveu inicialmente. Enquanto enfraquecia, Pali atingiu uma latitude mínima de 2,3 ° N, tornando-se o segundo ciclone tropical de menor latitude registrado no Hemisfério Ocidental, atrás da depressão tropical Nove-C, que atingiu uma latitude mínima de 2,2 ° N apenas duas semanas antes.
- The precursor disturbance on January 6. Note organization of thunderstorms around the center of the storm.
- A low-level circulation develops, convection wraps around the center, and winds increase to tropical storm-force, signifying the system's development into a tropical storm.
- Convection concentrates around the center of circulation and increases, indicating the storm's strengthening trend
- Banding features become increasingly defined, and an eye appears, signifying the storm's intensification into a hurricane
- The storm peaks as a Category 2 hurricane, with a small, distinct eye visible in the center of the storm

## Impactos
Na 19ª sessão do Comitê de Ciclones Tropicais da Organização Meteorológica Mundial (OMM), em julho de 2021, Kiribati informou que o furacão Pali teve impactos severos em Kiribati. Embora Pali tenha causado uma quantidade significativa de danos materiais, a quantidade exata de danos não foi fornecida no relatório à OMM. Pali causou o naufrágio de um cargueiro na costa de Kiribati, matando quatro pessoas. Além disso, a tempestade de Pali combinou com a maré alta e o nível do mar acima da média induzido pelo El Niño, produzindo grandes inundações costeiras em Kiribati, que causaram danos significativos à infraestrutura costeira da nação insular.